# ニコラス・スパイクマン
ニコラス・ジョン・スパイクマン（Nicholas J. Spykman, 1893年10月13日 - 1943年6月26日）は、オランダ系アメリカ人の政治学者・地政学者で、イエール大学の国際関係学の教授。49歳でガンによって死去した。
彼の教え子にはまず第一に地理の知識を叩き込ませていたという。地理の知識なしに地政学を理解するのは不可能であるからである。

## リムランド理論
ニコラス・スパイクマンはマハンのシーパワー理論やマッキンダーのランドパワー理論を踏まえてエアパワーにも注目しリムランド理論を提唱した。
マッキンダーが「東欧を制するものはハートランドを制し、ハートランドを制するものは世界島を制し、世界島を制するものは世界を制する。」と述べたのに対し、一見広大で資源に恵まれているハートランドが、実はウラル以東では資源が未開発な状態で農業や居住に適していないために、人口が増えにくく工業や産業が発展しにくい点、反対にリムランドは温暖湿潤な気候で人口と産業を支える国々が集中している点にスパイクマンは着目し「リムランドを制するものはユーラシアを制し、ユーラシアを制するものは世界の運命を制する。」と主張した。
またスパイクマンは、旧世界(南北アメリカ大陸以外の大陸)の紛争はハートランドとリムランド間の紛争、リムランド内での紛争、リムランドとシーパワー間の紛争のようにリムランド一帯に集中している点と、地理的な位置から南北アメリカ大陸がユーラシア大陸だけでなく、アフリカ大陸やオーストラリア大陸に包囲されている点、に気づき旧世界の大西洋沿岸と太平洋沿岸の２つの地域からアメリカの安全を脅かすリムランドを支配する国家あるいはリムランド国家の同盟の出現は脅威だと考え、積極的にその試みを阻止する対外政策の必要性を主張した。
彼はリムランド理論を踏まえて米国の政策に以下の提案を行っている。
1. ハートランドへの侵入ルートにあたるリムランドの主要な国々とアメリカが同盟を結ぶこと。この侵入ルートをふさぐ強力なリムランド国家（例、ヒトラー・ドイツによるフランスやノルウェー支配／ギリシャやトルコとの同盟）をつくらせないこと。
2. リムランド諸国間のアメリカ抜きの同盟をバラバラに切断するが、同時に、ハートランドの国にリムランドの国々を支配させないようにする（戦後のNATOや冷戦につながる）。
3. 現代（当時は第二次世界大戦中）の船舶技術において、アメリカをとりまく大西洋も太平洋も「防波堤ではなく、逆に高速道路である」と認識しており、現代の兵器技術においていかなる国のパワーも地球上のいかなる場所であれ「地理的距離とは無関係に投入できる」と見抜いており、アメリカの孤立主義（モンロー主義）の不毛と危険を警告し続けた。

また、この理論に基づけばこれらリムランドに該当する極東の国々つまり中国、朝鮮の間でそれぞれが分裂した状態であることが望ましいということになると指摘する研究者もいる。

## 名言
「地理とは外交政策において最も基本的なファクターである。何故ならば地理は不変であるからである。」
"Geography is the most fundamental factor in foreign policy because it is the most permanent." 
—from The Geography of the Peace. 
「地理的条件は変わる事はない。しかし外交政策におけるその意味合いは変化しうる。」
"Geographic facts do not change, but their meaning for foreign policy will."

## 著書
- The Social Theory of Georg Simmel, (University of Chicago Press, 1925).

山下覺太郎訳『ジムメルの社會學論』（寶文館, 1932年）
- America's Strategy in World Politics: the United States and the Balance of Power, (Harcourt, Brace, 1942).

海󠄀軍大學校󠄁研究部訳『米國ノ戦略 :「結論」ノ部 「參考資料 第18號」』（海軍大学校, 1944年）、謄写版
渡邉公太訳『スパイクマン地政学　世界政治と米国の戦略』（芙蓉書房出版, 2017年）、主要部の抄訳版
小野圭司訳『米国を巡る地政学と戦略 スパイクマンの勢力均衡論』（芙蓉書房出版, 2021年）、完訳版
- The Geography of the Peace, (Harcourt, Brace, 1944).

奥山真司訳『平和の地政学――アメリカの大戦略の原点』（芙蓉書房出版, 2008年）